# 高島城
高島城（日语：／）是位於日本長野縣諏訪市高島的一座城郭。又稱諏訪的浮城或島崎城。高島城是連郭式平城，過去因為是一座突入諏訪湖中的水城而被稱為諏訪的浮城。但在江戶時代初期因諏訪湖填湖而失去水城風貌，但仍是日本三大湖城之一。高島城天守外觀為三重五層，現在的天守是復興天守。